# Derby oranais
 (juin 2022).
Si vous disposez d'ouvrages ou d'articles de référence ou si vous connaissez des sites web de qualité traitant du thème abordé ici, merci de compléter l'article en donnant les références utiles à sa vérifiabilité et en les liant à la section « Notes et références ».
 (juin 2022).
- Si vous ne connaissez pas le sujet, laissez ce bandeau (vous pouvez alors contacter les auteurs).
- Si vous supprimez le contenu mis en cause (vous pouvez préalablement contacter les auteurs),

argumentez précisément cette suppression dans la page de discussion
(un manque de référence n'est pas un argument ; une recherche réelle de référence doit avoir été effectuée, être formellement documentée).
Le derby oranais est une rencontre de football qui se déroule entre les deux plus grands clubs de la ville d'Oran en Algérie et qui sont le MC Oran et l'ASM Oran. C'est l'un des derby parmi les plus disputés en Algérie et le plus populaire de l'ouest du pays.

## Histoire
La rivalité entre les deux clubs a commencé au début du premier championnat national de Division 1, après l'indépendance du pays en 1962.
Le 1er match entre le MCO et l'ASMO a eu lieu lors de la saison 1953-1954 dans le cadre du Championnat de Promotion de Division d’Honneur de la Ligue d'Oran (LOFA) au Stade du Rail où s'était le MCO qui recevait et le match s'est terminé en faveur de l'ASMO sur le score de 3 à 0.
Le 1er match post indépendance entre les deux équipes s'est déroulé le dimanche 30 décembre 1962 au Stade Vincent Montréal, l'arbitre était Mr. Benzellat. L'ASMO l'a emporté 1-0, avec un but de Bendida à la 57e min avec une eExpulsion dans le match de Berras du MCO à la 56e min.

## Comparaisons des titres
| Équipe   | Championnat | Coupe | Supercoupe | Coupe de la Ligue | Compétitions coloniales | Compétitions arabe | Compétitions africaines | Total |
| -------- | ----------- | ----- | ---------- | ----------------- | ----------------------- | ------------------ | ----------------------- | ----- |
| MC Oran  | 4           | 4     | 0          | 1                 | 0                       | 3                  | 0                       | 12    |
| ASM Oran | 0           | 0     | 0          | 0                 | 0                       | 0                  | 0                       | 0     |
| Total    | 4           | 4     | 0          | 1                 | 0                       | 3                  | 0                       | 12    |

## Résultats sportifs

### Championnat
| Premier derby             | ASM Oran | 1 - 0        | MC Oran                                                                                           | Stade Vincent Monréal, Oran |                       |
| Dimanche 30 décembre 1962 | Bendida 57e                                                                                                 |              |                                                                                                   | Arbitrage : Benzellat       | Arbitrage : Benzellat |
| Dimanche 30 décembre 1962 | | Berras 56e · |                                                                                                   | Arbitrage : Benzellat       | Arbitrage : Benzellat |
| Dimanche 30 décembre 1962 | Ouahrani, Noureddine, Beddiar, Zaiter, Ouis, Benyebka, Ould-Ali, Zrégo, Pons, Djillali, Bendida dit Gaucher | Équipes      | Larbi, Berras, Nair 2, Bendjahen, Hacéne, Meguenine, Boudjellal, Nair 1, Fréha, Belabbés, Oouzaid | Arbitrage : Benzellat       | Arbitrage : Benzellat |

| Saison  | Match                                                          | Date                                                           | Rencontre                                                      | Stade                                                          | Rés.                                                           | Buteur(s) pour le MC Oran                                                             | Buteur(s) pour l'ASM Oran                                      | Spec.                                                          | Réf.                                                           |
| ------- | -------------------------------------------------------------- | -------------------------------------------------------------- | -------------------------------------------------------------- | -------------------------------------------------------------- | -------------------------------------------------------------- | ------------------------------------------------------------------------------------- | -------------------------------------------------------------- | -------------------------------------------------------------- | -------------------------------------------------------------- |
| 1962-63 | 1                                                              | 30 décembre 1962                                               | MCO-ASMO                                                       | Vincent Monréal, Oran                                          | 0-1                                                            | -                                                                                     | Bendida 57e                                                    | -                                                              | [ Rapport match 1 ]                                            |
| 1962-63 | 2                                                              | Avril 1963                                                     | ASMO-MCO                                                       | Oran                                                           | 1-3                                                            | Belabbes , Kaddour Naïr                                                               | Moussa                                                         | -                                                              |                                                                |
| 1963-64 | 3                                                              | 3 février 1964                                                 | MCO-ASMO                                                       | Oran                                                           | 2-2                                                            | ?                                                                                     | ?                                                              | -                                                              |                                                                |
| 1963-64 | 4                                                              | 6 juin 1964                                                    | ASMO-MCO                                                       | Oran                                                           | 1-0                                                            | -                                                                                     | Reguig «Pons» 25e                                              | -                                                              |                                                                |
| 1964-65 | 5                                                              | 8 novembre 1964                                                | ASMO-MCO                                                       | Oran                                                           | 0-1                                                            | Fréha 4e                                                                              | -                                                              | -                                                              |                                                                |
| 1964-65 | 6                                                              | 11 avril 1965                                                  | MCO-ASMO                                                       | Oran                                                           | 2-0                                                            | Hamida 6e, Belabbès 82e                                                               | -                                                              | 6 296                                                          | [ Rapport match 2 ]                                            |
| 1965-66 | 7                                                              | 26 septembre 1965                                              | ASMO-MCO                                                       | Oran                                                           | 0-1                                                            | Fréha 49e                                                                             | -                                                              |                                                                |                                                                |
| 1965-66 | 8                                                              | 13 février 1966                                                | MCO-ASMO                                                       | Oran                                                           | 4-0                                                            | Fréha 34e 83e, M'barek 36e, Hammadi 75e                                               | -                                                              |                                                                |                                                                |
| 1966-67 | 9                                                              | 25 septembre 1966                                              | MCO-ASMO                                                       | Oran                                                           | 1-2                                                            | M'barek 6e                                                                            | Gomez 30e, Reguig «Pons» 36e                                   |                                                                |                                                                |
| 1966-67 | 10                                                             | 22 janvier 1967                                                | ASMO-MCO                                                       | Oran                                                           | 0-0                                                            | -                                                                                     | -                                                              |                                                                |                                                                |
| 1967-68 | 11                                                             | 29 octobre 1967                                                | ASMO-MCO                                                       | Oran                                                           | 1-1                                                            | Hamida 19e                                                                            | Hasni 12e                                                      |                                                                |                                                                |
| 1967-68 | 12                                                             | 24 mars 1968                                                   | MCO-ASMO                                                       | Oran                                                           | 1-2                                                            | Hamida 68e                                                                            | Bendida 47e, Kechra 58e                                        |                                                                |                                                                |
| 1968-69 | 13                                                             | 20 octobre 1968                                                | ASMO-MCO                                                       | Oran                                                           | 0-0                                                            | -                                                                                     | -                                                              |                                                                |                                                                |
| 1968-69 | 14                                                             | 4 mai 1969                                                     | MCO-ASMO                                                       | Oran                                                           | 1-0                                                            | Hamida 25e                                                                            | -                                                              |                                                                |                                                                |
| 1969-70 | MC Oran évoluait en Nationale I et l'ASM Oran en Nationale II. | MC Oran évoluait en Nationale I et l'ASM Oran en Nationale II. | MC Oran évoluait en Nationale I et l'ASM Oran en Nationale II. | MC Oran évoluait en Nationale I et l'ASM Oran en Nationale II. | MC Oran évoluait en Nationale I et l'ASM Oran en Nationale II. | MC Oran évoluait en Nationale I et l'ASM Oran en Nationale II.                        | MC Oran évoluait en Nationale I et l'ASM Oran en Nationale II. | MC Oran évoluait en Nationale I et l'ASM Oran en Nationale II. | MC Oran évoluait en Nationale I et l'ASM Oran en Nationale II. |
| 1970-71 | MC Oran évoluait en Nationale I et l'ASM Oran en Nationale II. | MC Oran évoluait en Nationale I et l'ASM Oran en Nationale II. | MC Oran évoluait en Nationale I et l'ASM Oran en Nationale II. | MC Oran évoluait en Nationale I et l'ASM Oran en Nationale II. | MC Oran évoluait en Nationale I et l'ASM Oran en Nationale II. | MC Oran évoluait en Nationale I et l'ASM Oran en Nationale II.                        | MC Oran évoluait en Nationale I et l'ASM Oran en Nationale II. | MC Oran évoluait en Nationale I et l'ASM Oran en Nationale II. | MC Oran évoluait en Nationale I et l'ASM Oran en Nationale II. |
| 1971-72 | 15                                                             | 8 novembre 1971                                                | ASMO - MOC                                                     | Oran                                                           | 1-1                                                            |                                                                                       |                                                                |                                                                |                                                                |
| 1971-72 | 16                                                             | 23 avril 1972                                                  | MCO - ASMO                                                     | Oran                                                           | 0-0                                                            | -                                                                                     | -                                                              |                                                                |                                                                |
| 1972-73 | 17                                                             | 24 décembre 1972                                               | ASMO - MCO                                                     | Oran                                                           | 1-1                                                            | Chaib 62e                                                                             | Bendida 77e                                                    |                                                                |                                                                |
| 1972-73 | 18                                                             | 24 juin 1973                                                   | MCO - ASMO                                                     | Oran                                                           | 3-4                                                            |                                                                                       |                                                                |                                                                |                                                                |
| 1973-74 | 19                                                             | 7 novembre 1973                                                | ASMO - MCO                                                     | Oran                                                           | 3-7                                                            | Chaïb 15e, Hadefi 19e 51e, Belkedrouci 37e, Ouali 42e 67e, (Belkedrouci ou Chaïb) 81e | Bouhizeb 40e (pen.), Larbi 62e, Fatah 82e                      |                                                                |                                                                |
| 1973-74 | 20                                                             | 10 mars 1974                                                   | MCO - ASMO                                                     | Oran                                                           | 4-1                                                            |                                                                                       |                                                                |                                                                |                                                                |
| 1974-75 | MC Oran évoluait en Nationale I et l'ASM Oran en Nationale II. | MC Oran évoluait en Nationale I et l'ASM Oran en Nationale II. | MC Oran évoluait en Nationale I et l'ASM Oran en Nationale II. | MC Oran évoluait en Nationale I et l'ASM Oran en Nationale II. | MC Oran évoluait en Nationale I et l'ASM Oran en Nationale II. | MC Oran évoluait en Nationale I et l'ASM Oran en Nationale II.                        | MC Oran évoluait en Nationale I et l'ASM Oran en Nationale II. | MC Oran évoluait en Nationale I et l'ASM Oran en Nationale II. | MC Oran évoluait en Nationale I et l'ASM Oran en Nationale II. |
| 1975-76 | 21                                                             | 14 décembre 1975                                               | MCO - ASMO                                                     | Oran                                                           | 2-3                                                            |                                                                                       |                                                                |                                                                |                                                                |
| 1975-76 | 22                                                             | 13 juin 1976                                                   | ASMO - MCO                                                     | Oran                                                           | 3-2                                                            |                                                                                       |                                                                |                                                                |                                                                |
| 1976-77 | MC Oran évoluait en Nationale I et l'ASM Oran en Nationale II. | MC Oran évoluait en Nationale I et l'ASM Oran en Nationale II. | MC Oran évoluait en Nationale I et l'ASM Oran en Nationale II. | MC Oran évoluait en Nationale I et l'ASM Oran en Nationale II. | MC Oran évoluait en Nationale I et l'ASM Oran en Nationale II. | MC Oran évoluait en Nationale I et l'ASM Oran en Nationale II.                        | MC Oran évoluait en Nationale I et l'ASM Oran en Nationale II. | MC Oran évoluait en Nationale I et l'ASM Oran en Nationale II. | MC Oran évoluait en Nationale I et l'ASM Oran en Nationale II. |
| 1977-78 | 23                                                             | 11 novembre 1977                                               | MPO - ASCO                                                     | Oran                                                           | 2-1                                                            |                                                                                       |                                                                |                                                                |                                                                |
| 1977-78 | 24                                                             | 17 mars 1978                                                   | ASCO - MPO                                                     | Oran                                                           | 2-1                                                            |                                                                                       |                                                                |                                                                |                                                                |
| 1978-79 | 25                                                             | 15 septembre 1978                                              | MPO - ASCO                                                     | Oran                                                           | 1-0                                                            |                                                                                       |                                                                |                                                                |                                                                |
| 1978-79 | 26                                                             | 12 janvier 1979                                                | ASCO - MPO                                                     | Oran                                                           | 1-0                                                            |                                                                                       |                                                                |                                                                |                                                                |
| 1979-80 | 27                                                             | 7 décembre 1979                                                | ASCO - MPO                                                     | Oran                                                           | 0-1                                                            |                                                                                       |                                                                |                                                                |                                                                |
| 1979-80 | 28                                                             | 11 avril 1980                                                  | MPO - ASCO                                                     | Oran                                                           | 2-1                                                            |                                                                                       |                                                                |                                                                |                                                                |
| 1980-81 | 29                                                             | 24 octobre 1980                                                | MPO - ASCO                                                     | Oran                                                           | 1-0                                                            |                                                                                       |                                                                |                                                                |                                                                |
| 1980-81 | 30                                                             | 6 mars 1981                                                    | ASCO - MPO                                                     | Oran                                                           | 0-0                                                            |                                                                                       |                                                                |                                                                |                                                                |
| 1981-82 | 31                                                             | 13 novembre 1981                                               | ASCO - MPO                                                     | Oran                                                           | 0-0                                                            |                                                                                       |                                                                |                                                                |                                                                |
| 1981-82 | 32                                                             | 2 avril 1982                                                   | MPO - ASCO                                                     | Oran                                                           | 1-1                                                            |                                                                                       |                                                                |                                                                |                                                                |
| 1982-83 | 33                                                             | 12 novembre 1982                                               | ASCO - MPO                                                     | Oran                                                           | 2-2                                                            | Medahi 9e, Ouanes 63e                                                                 | Boukar 39e, Belkhira 55e                                       | 13 715                                                         |                                                                |
| 1982-83 | 34                                                             | 15 avril 1983                                                  | MPO - ASCO                                                     | Oran                                                           | 2-0                                                            | Baroudi 45e (pen.), Bensaoula 47e                                                     | -                                                              | 4 249                                                          |                                                                |
| 1983-84 | 35                                                             | octobre 1983                                                   | ASCO - MPO                                                     | Oran                                                           | 1-0                                                            |                                                                                       |                                                                |                                                                |                                                                |
| 1983-84 | 36                                                             | 9 mars 1984                                                    | MPO - ASCO                                                     | Oran                                                           | 0-1                                                            |                                                                                       |                                                                |                                                                |                                                                |
| 1984-85 | 37                                                             | 21 octobre 1984                                                | ASCO - MPO                                                     | Stade du 19 Juin, Oran                                         | 1-2                                                            | Merzoud 68e, Sebbah 73e                                                               | Belkhatouat 62e                                                | 8 411                                                          |                                                                |
| 1984-85 | 38                                                             | 28 mars 1985                                                   | MPO - ASCO                                                     | Oran                                                           | 3-0                                                            |                                                                                       |                                                                |                                                                |                                                                |
| 1985-86 | 39                                                             | 18 octobre 1985                                                | MPO - ASCO                                                     | Oran                                                           | 1-1                                                            |                                                                                       |                                                                |                                                                |                                                                |
| 1985-86 | 40                                                             | 4 mars 1986                                                    | ASCO - MPO                                                     | Oran                                                           | 0-0                                                            | -                                                                                     | -                                                              |                                                                |                                                                |
| 1986-87 | 41                                                             | 5 septembre 1986                                               | MPO - ASCO                                                     | Oran                                                           | 1-2                                                            | Foussi 15e                                                                            | Hamlili 35e, Fadel 56e                                         |                                                                |                                                                |
| 1986-87 | 42                                                             | 22 janvier 1987                                                | ASCO - MPO                                                     | Oran                                                           | 0-0                                                            | -                                                                                     | -                                                              |                                                                |                                                                |
| 1987-88 | 43                                                             | 31 décembre 1987                                               | ASCO - MPO                                                     | Oran                                                           | 0-2                                                            | Meziane 61e Mecheri 88e                                                               | -                                                              |                                                                |                                                                |
| 1987-88 | 44                                                             | 30 mai 1988                                                    | MPO - ASCO                                                     | Oran                                                           | 0-0                                                            | -                                                                                     | -                                                              |                                                                |                                                                |
| 1988-89 | 45                                                             | 26 décembre 1988                                               | ASMO - MCO                                                     | Oran                                                           | 1-1                                                            | Mecheri 27e                                                                           | Tasfaout 58e                                                   |                                                                |                                                                |
| 1988-89 | 46                                                             | 1er juin 1989                                                  | MCO - ASMO                                                     | Oran                                                           | 0-0                                                            | -                                                                                     | -                                                              |                                                                |                                                                |
| 1989-90 | 47                                                             | 31 août 1989                                                   | MCO - ASMO                                                     | Oran                                                           | 1-1                                                            | Mecheri 78e                                                                           | Belhachemi 33e                                                 |                                                                |                                                                |
| 1989-90 | 48                                                             | 1er février 1990                                               | ASMO - MCO                                                     | Oran                                                           | 0-2                                                            | Mecheri 2e, Meziane 87e                                                               | -                                                              |                                                                |                                                                |
| 1990-91 | 49                                                             | 29 novembre 1990                                               | ASCO - MPO                                                     | Oran                                                           | 3-2                                                            | Fousi 65e Tasfaouet 90e                                                               | Benarba 18e 20e Gaïd 50e                                       |                                                                |                                                                |
| 1990-91 | 50                                                             | 18 septembre 1991                                              | MPO - ASMO                                                     | Oran                                                           | 2-2                                                            | Arif 53e, Ouanes 81e                                                                  | Belkhatouat 68e, Bouha 80e                                     |                                                                |                                                                |
| 1991-92 | 51                                                             | 28 novembre 1991                                               | MCO - ASMO                                                     | Bouakeul, Oran                                                 | 1-1                                                            | Foussi 21e                                                                            | Benzerga 88e                                                   |                                                                |                                                                |
| 1991-92 | 52                                                             | 7 mai 1992                                                     | ASMO - MCO                                                     | Oran                                                           | 2-2                                                            | Tasfaout 42e, Meziane 75e                                                             | Haddada 66e 68e                                                |                                                                |                                                                |
| 1992-93 | 53                                                             | 1er février 1993                                               | ASMO - MCO                                                     | Oran                                                           | 2-1                                                            | Tasfaout 20e                                                                          | Benzerga 5e, Gaid 8e                                           |                                                                |                                                                |
| 1992-93 | 54                                                             | 9 septembre 1993                                               | MCO - ASMO                                                     | Oran                                                           | 1-0                                                            | Tasfaout 50e                                                                          | -                                                              |                                                                |                                                                |
| 1993-94 | MC Oran évoluait en Nationale I et l'ASM Oran en Nationale II. | MC Oran évoluait en Nationale I et l'ASM Oran en Nationale II. | MC Oran évoluait en Nationale I et l'ASM Oran en Nationale II. | MC Oran évoluait en Nationale I et l'ASM Oran en Nationale II. | MC Oran évoluait en Nationale I et l'ASM Oran en Nationale II. | MC Oran évoluait en Nationale I et l'ASM Oran en Nationale II.                        | MC Oran évoluait en Nationale I et l'ASM Oran en Nationale II. | MC Oran évoluait en Nationale I et l'ASM Oran en Nationale II. | MC Oran évoluait en Nationale I et l'ASM Oran en Nationale II. |
| 1994-95 | MC Oran évoluait en Nationale I et l'ASM Oran en Nationale II. | MC Oran évoluait en Nationale I et l'ASM Oran en Nationale II. | MC Oran évoluait en Nationale I et l'ASM Oran en Nationale II. | MC Oran évoluait en Nationale I et l'ASM Oran en Nationale II. | MC Oran évoluait en Nationale I et l'ASM Oran en Nationale II. | MC Oran évoluait en Nationale I et l'ASM Oran en Nationale II.                        | MC Oran évoluait en Nationale I et l'ASM Oran en Nationale II. | MC Oran évoluait en Nationale I et l'ASM Oran en Nationale II. | MC Oran évoluait en Nationale I et l'ASM Oran en Nationale II. |
| 1995-96 | 55                                                             | 8 février 1996                                                 | ASMO - MCO                                                     | Oran                                                           | 1-3                                                            | Chalabi 37e, Chalabi ?, Meçabih 55e                                                   | Haddada 59e                                                    |                                                                |                                                                |
| 1995-96 | 56                                                             | 20 juin 1996                                                   | MCO - ASMO                                                     | Oran                                                           | 2-1                                                            | Gaid 1re, Meçabih 20e                                                                 | Belkhetouat 26e                                                |                                                                |                                                                |
| 1996-97 | MC Oran évoluait en Nationale I et l'ASM Oran en Nationale II. | MC Oran évoluait en Nationale I et l'ASM Oran en Nationale II. | MC Oran évoluait en Nationale I et l'ASM Oran en Nationale II. | MC Oran évoluait en Nationale I et l'ASM Oran en Nationale II. | MC Oran évoluait en Nationale I et l'ASM Oran en Nationale II. | MC Oran évoluait en Nationale I et l'ASM Oran en Nationale II.                        | MC Oran évoluait en Nationale I et l'ASM Oran en Nationale II. | MC Oran évoluait en Nationale I et l'ASM Oran en Nationale II. | MC Oran évoluait en Nationale I et l'ASM Oran en Nationale II. |
| 1997-98 | MC Oran évoluait en Nationale I et l'ASM Oran en Nationale II. | MC Oran évoluait en Nationale I et l'ASM Oran en Nationale II. | MC Oran évoluait en Nationale I et l'ASM Oran en Nationale II. | MC Oran évoluait en Nationale I et l'ASM Oran en Nationale II. | MC Oran évoluait en Nationale I et l'ASM Oran en Nationale II. | MC Oran évoluait en Nationale I et l'ASM Oran en Nationale II.                        | MC Oran évoluait en Nationale I et l'ASM Oran en Nationale II. | MC Oran évoluait en Nationale I et l'ASM Oran en Nationale II. | MC Oran évoluait en Nationale I et l'ASM Oran en Nationale II. |
| 1998-99 | 57                                                             | 10 septembre 1998                                              | MCO - ASMO                                                     | Zabana, Oran                                                   | 1-1                                                            | Guesbaoui 2e                                                                          | Benzerga 89e                                                   |                                                                |                                                                |
| 1998-99 | 58                                                             | 24 décembre 1998                                               | ASMO - MCO                                                     | Bouakeul, Oran                                                 | 1-4                                                            | Mecheri 48e, Haddou 53e, Gaïd 78e, Zerrouki 86e                                       | Benchergui 13e                                                 |                                                                |                                                                |
| 1999-00 | MC Oran évoluait en Nationale I et l'ASM Oran en Nationale II. | MC Oran évoluait en Nationale I et l'ASM Oran en Nationale II. | MC Oran évoluait en Nationale I et l'ASM Oran en Nationale II. | MC Oran évoluait en Nationale I et l'ASM Oran en Nationale II. | MC Oran évoluait en Nationale I et l'ASM Oran en Nationale II. | MC Oran évoluait en Nationale I et l'ASM Oran en Nationale II.                        | MC Oran évoluait en Nationale I et l'ASM Oran en Nationale II. | MC Oran évoluait en Nationale I et l'ASM Oran en Nationale II. | MC Oran évoluait en Nationale I et l'ASM Oran en Nationale II. |
| 2000-01 | 59                                                             | 21 septembre 2000                                              | ASMO - MCO                                                     | Bouakeul, Oran                                                 | 2-0                                                            | Meziane 59e, Belatoui 87e (pen.)                                                      | -                                                              |                                                                | Rapport                                                        |
| 2000-01 | 60                                                             | 1er février 2001                                               | MCO - ASMO                                                     | Zabana, Oran                                                   | 1-1                                                            | Mecheri 5e                                                                            | Ben Arba 4e                                                    |                                                                | Rapport                                                        |
| 2001-02 | 61                                                             | 13 septembre 2001                                              | MCO - ASMO                                                     | Bouakeul, Oran                                                 | 2-0                                                            | Gaid 15e, Haddou 82e                                                                  | -                                                              | 12 000                                                         | Rapport                                                        |
| 2001-02 | 62                                                             | 18 février 2002                                                | ASMO - MCO                                                     | Zabana, Oran                                                   | 0-1                                                            | Chaïb 67e                                                                             | -                                                              |                                                                | Rapport                                                        |
| 2002-03 | 63                                                             | 17 octobre 2002                                                | ASMO - MCO                                                     | Zabana, Oran                                                   | 0-3                                                            | Haddou 8e (pen.), Gouaich 37e, Meçabih 72e                                            | -                                                              |                                                                | Rapport                                                        |
| 2002-03 | 64                                                             | 17 février 2003                                                | MCO - ASMO                                                     | Aïn Témouchent                                                 | 4-1                                                            | Benzerga 7e 20e, Chaïb 27e, Bermati 73e                                               | Hamzi 51e                                                      |                                                                | Rapport                                                        |
| 2003-04 | MC Oran évoluait en Nationale I et l'ASM Oran en Nationale II. | MC Oran évoluait en Nationale I et l'ASM Oran en Nationale II. | MC Oran évoluait en Nationale I et l'ASM Oran en Nationale II. | MC Oran évoluait en Nationale I et l'ASM Oran en Nationale II. | MC Oran évoluait en Nationale I et l'ASM Oran en Nationale II. | MC Oran évoluait en Nationale I et l'ASM Oran en Nationale II.                        | MC Oran évoluait en Nationale I et l'ASM Oran en Nationale II. | MC Oran évoluait en Nationale I et l'ASM Oran en Nationale II. | MC Oran évoluait en Nationale I et l'ASM Oran en Nationale II. |
| 2004-05 | MC Oran évoluait en Nationale I et l'ASM Oran en Nationale II. | MC Oran évoluait en Nationale I et l'ASM Oran en Nationale II. | MC Oran évoluait en Nationale I et l'ASM Oran en Nationale II. | MC Oran évoluait en Nationale I et l'ASM Oran en Nationale II. | MC Oran évoluait en Nationale I et l'ASM Oran en Nationale II. | MC Oran évoluait en Nationale I et l'ASM Oran en Nationale II.                        | MC Oran évoluait en Nationale I et l'ASM Oran en Nationale II. | MC Oran évoluait en Nationale I et l'ASM Oran en Nationale II. | MC Oran évoluait en Nationale I et l'ASM Oran en Nationale II. |
| 2005-06 | MC Oran évoluait en Nationale I et l'ASM Oran en Nationale II. | MC Oran évoluait en Nationale I et l'ASM Oran en Nationale II. | MC Oran évoluait en Nationale I et l'ASM Oran en Nationale II. | MC Oran évoluait en Nationale I et l'ASM Oran en Nationale II. | MC Oran évoluait en Nationale I et l'ASM Oran en Nationale II. | MC Oran évoluait en Nationale I et l'ASM Oran en Nationale II.                        | MC Oran évoluait en Nationale I et l'ASM Oran en Nationale II. | MC Oran évoluait en Nationale I et l'ASM Oran en Nationale II. | MC Oran évoluait en Nationale I et l'ASM Oran en Nationale II. |
| 2006-07 | 65                                                             | 10 août 2006                                                   | ASMO - MCO                                                     | Zabana, Oran                                                   | 0-1                                                            | Bouabdellah Daoud 54e                                                                 | -                                                              |                                                                | Rapport                                                        |
| 2006-07 | 66                                                             | 15 janvier 2007                                                | MCO - ASMO                                                     | Zabana, Oran                                                   | 2-0                                                            | Feham 38e, Berradja 59e                                                               | -                                                              |                                                                | Rapport                                                        |
| 2007-08 | MC Oran évoluait en Nationale I et l'ASM Oran en Nationale II. | MC Oran évoluait en Nationale I et l'ASM Oran en Nationale II. | MC Oran évoluait en Nationale I et l'ASM Oran en Nationale II. | MC Oran évoluait en Nationale I et l'ASM Oran en Nationale II. | MC Oran évoluait en Nationale I et l'ASM Oran en Nationale II. | MC Oran évoluait en Nationale I et l'ASM Oran en Nationale II.                        | MC Oran évoluait en Nationale I et l'ASM Oran en Nationale II. | MC Oran évoluait en Nationale I et l'ASM Oran en Nationale II. | MC Oran évoluait en Nationale I et l'ASM Oran en Nationale II. |
| 2008-09 | 67                                                             | 9 octobre 2008                                                 | MCO - ASMO                                                     | Zabana, Oran                                                   | 0-0                                                            | -                                                                                     | -                                                              |                                                                | Rapport                                                        |
| 2008-09 | 68                                                             | 20 mars 2009                                                   | ASMO - MCO                                                     | Bouakeul, Oran                                                 | 0-1                                                            | Chaïb 20e                                                                             | -                                                              |                                                                | Rapport                                                        |
| 2009-10 | MC Oran évoluait en Nationale I et l'ASM Oran en Nationale II. | MC Oran évoluait en Nationale I et l'ASM Oran en Nationale II. | MC Oran évoluait en Nationale I et l'ASM Oran en Nationale II. | MC Oran évoluait en Nationale I et l'ASM Oran en Nationale II. | MC Oran évoluait en Nationale I et l'ASM Oran en Nationale II. | MC Oran évoluait en Nationale I et l'ASM Oran en Nationale II.                        | MC Oran évoluait en Nationale I et l'ASM Oran en Nationale II. | MC Oran évoluait en Nationale I et l'ASM Oran en Nationale II. | MC Oran évoluait en Nationale I et l'ASM Oran en Nationale II. |
| 2010-11 | MC Oran évoluait en Nationale I et l'ASM Oran en Nationale II. | MC Oran évoluait en Nationale I et l'ASM Oran en Nationale II. | MC Oran évoluait en Nationale I et l'ASM Oran en Nationale II. | MC Oran évoluait en Nationale I et l'ASM Oran en Nationale II. | MC Oran évoluait en Nationale I et l'ASM Oran en Nationale II. | MC Oran évoluait en Nationale I et l'ASM Oran en Nationale II.                        | MC Oran évoluait en Nationale I et l'ASM Oran en Nationale II. | MC Oran évoluait en Nationale I et l'ASM Oran en Nationale II. | MC Oran évoluait en Nationale I et l'ASM Oran en Nationale II. |
| 2011-12 | MC Oran évoluait en Nationale I et l'ASM Oran en Nationale II. | MC Oran évoluait en Nationale I et l'ASM Oran en Nationale II. | MC Oran évoluait en Nationale I et l'ASM Oran en Nationale II. | MC Oran évoluait en Nationale I et l'ASM Oran en Nationale II. | MC Oran évoluait en Nationale I et l'ASM Oran en Nationale II. | MC Oran évoluait en Nationale I et l'ASM Oran en Nationale II.                        | MC Oran évoluait en Nationale I et l'ASM Oran en Nationale II. | MC Oran évoluait en Nationale I et l'ASM Oran en Nationale II. | MC Oran évoluait en Nationale I et l'ASM Oran en Nationale II. |
| 2012-13 | MC Oran évoluait en Nationale I et l'ASM Oran en Nationale II. | MC Oran évoluait en Nationale I et l'ASM Oran en Nationale II. | MC Oran évoluait en Nationale I et l'ASM Oran en Nationale II. | MC Oran évoluait en Nationale I et l'ASM Oran en Nationale II. | MC Oran évoluait en Nationale I et l'ASM Oran en Nationale II. | MC Oran évoluait en Nationale I et l'ASM Oran en Nationale II.                        | MC Oran évoluait en Nationale I et l'ASM Oran en Nationale II. | MC Oran évoluait en Nationale I et l'ASM Oran en Nationale II. | MC Oran évoluait en Nationale I et l'ASM Oran en Nationale II. |
| 2013-14 | MC Oran évoluait en Nationale I et l'ASM Oran en Nationale II. | MC Oran évoluait en Nationale I et l'ASM Oran en Nationale II. | MC Oran évoluait en Nationale I et l'ASM Oran en Nationale II. | MC Oran évoluait en Nationale I et l'ASM Oran en Nationale II. | MC Oran évoluait en Nationale I et l'ASM Oran en Nationale II. | MC Oran évoluait en Nationale I et l'ASM Oran en Nationale II.                        | MC Oran évoluait en Nationale I et l'ASM Oran en Nationale II. | MC Oran évoluait en Nationale I et l'ASM Oran en Nationale II. | MC Oran évoluait en Nationale I et l'ASM Oran en Nationale II. |
| 2014-15 | 69                                                             | 6 décembre 2014                                                | ASMO - MCO                                                     | Bouakeul, Oran                                                 | 0-0                                                            | -                                                                                     | -                                                              |                                                                | Rapport                                                        |
| 2014-15 | 70                                                             | 16 mai 2015                                                    | MCO - ASMO                                                     | Zabana, Oran                                                   | 0-0                                                            | -                                                                                     | -                                                              | 35 000                                                         | Rapport                                                        |
| 2015-16 | 71                                                             | 2 octobre 2015                                                 | MCO - ASMO                                                     | Zabana, Oran                                                   | 3-2                                                            | Zaabia 47e (pen.), Ogbi 67e, Benyahia 74e                                             | Djemaouni 56e, Bentiba 68e                                     |                                                                | Rapport                                                        |
| 2015-16 | 72                                                             | 5 mars 2016                                                    | ASMO - MCO                                                     | Zabana, Oran                                                   | 0-3                                                            | Zaabia 49e, Benyahia 81e, Benchaâ 84e                                                 | -                                                              | 20 000                                                         | Rapport                                                        |

### Autres compétitions

#### Coupe d'Algérie
Le tableau suivant liste les résultats des différents derbys en coupe d'Algérie entre le MC Oran et l'ASM Oran.
| Saison         | Match | Date            | Rencontre  | Stade                      | Rés.         | Buteur(s) pour le MC Oran | Buteur(s) pour l'ASM Oran | Spec.  | Réf.    |
| -------------- | ----- | --------------- | ---------- | -------------------------- | ------------ | ------------------------- | ------------------------- | ------ | ------- |
| 1978-79 (1/8)  | 1     | 16 mars 1979    | MCO - ASMO | Stade Ahmed-Zabana, Oran   | 3-1ap        | Belloumi ?, Benkada ?     | Guemri ?                  | -      |         |
| 1985-86 (1/16) | 2     | 31 janvier 1986 | MPO - ASCO | Stade Ahmed-Zabana, Oran   | 2-0          | Sebbah 23e, Benmimoun 84e | -                         | 40 000 | Rapport |
| 1993-94 (1/4)  | 3     | 5 mai 1994      | MCO - ASMO | Stade Ahmed-Zabana, Oran   | 2-1          | Tlemçani 20e, Goual 22e   | Bendida 16e               | -      |         |
| 1998-99 (1/32) | 4     | 4 mars 1999     | ASMO - MCO | Stade Habib-Bouakeul, Oran | 0-0 (5-4tab) | -                         | -                         |        |         |
| 2004-05 (1/8)  | 5     | 14 mars 2005    | ASMO - MCO | Stade Ahmed-Zabana, Oran   | 1-2          | Fosto 60e, Daoud 84e      | Hanister 67e              | -      |         |
| 2010-11 (1/16) | 6     | 4 mars 2011     | ASMO - MCO | Stade Ahmed-Zabana, Oran   | 0-1          | Youcef Belaïli 20e        | -                         | -      | Rapport |

#### Coupe de La Ligue d'Algérie
Le tableau suivant résume les résultats des différents derbys en Coupe de La Ligue d'Algérie entre le MC Oran et l'ASM Oran.
| Saison  | Match | Date             | Rencontre  | Stade                      | Rés.         | Buteur(s) pour le MC Oran                                              | Buteur(s) pour l'ASM Oran | Spec. | Réf.                |
| ------- | ----- | ---------------- | ---------- | -------------------------- | ------------ | ---------------------------------------------------------------------- | ------------------------- | ----- | ------------------- |
| 1991-92 | 1     | 2 janvier 1992   | MCO - ASMO | Stade Habib-Bouakeul, Oran | 0-1          | -                                                                      | Belhachemi 48e            |       | [ Rapport match 3 ] |
| 1995-96 | 2     | 11 décembre 1995 | MCO - ASMO | Stade Ahmed-Zabana, Oran   | 7-0          | Mezoued 18e 31e, Benzerga 29e 59e · Meziane 42e, Gaid 47e, Meçabih 80e | -                         |       |                     |
| 1995-96 | 3     | 28 décembre 1995 | ASMO - MCO | Stade Habib-Bouakeul, Oran | 0-4          | Benzerga 8e 25e, Boukassessa 37e, Gaid 77e                             | -                         |       |                     |
| 1997-98 | 4     | 6 octobre 1997   | MCO - ASMO | Stade Ahmed-Zabana, Oran   | 2-2 (?-?)tab | ?                                                                      | ?                         |       |                     |
| 1999-00 | 5     | 3 janvier 2000   | ASMO - MCO | Stade Habib-Bouakeul, Oran | 0-4          | -                                                                      | ?                         |       |                     |

## Statistique des confrontations
| Catégories        | matchs joués | victoires MCO | nuls | victoires ASMO | buts MCO | buts ASMO |
| ----------------- | ------------ | ------------- | ---- | -------------- | -------- | --------- |
| Championnat       | 72           | 31            | 26   | 15             | 103      | 62        |
| Coupe d'Algérie   | 6            | 5             | 1    | 0              | 10       | 3         |
| Coupe de la ligue | 5            | 3             | 1    | 1              | 17       | 3         |
| TOTAL             | 83           | 39            | 28   | 16             | 130      | 68        |

### Fiches de match
1. ↑  Championnat d'Algérie de football 1962-1963, Groupe Ouest Critérium Honneur Groupe 1, Oran, paru dans "La voix de l'Oranie", N° 190 daté du jeudi 13 juillet 2000, page 21.
2. ↑  la voix de l'oranie numero 219 du mercredi 16 aout 2000 page 21 .
3. ↑  Résultats du Match 1 de la 1re journée du groupe D de la Coupe de la Fédération (1991-1992), dans El Moudjahid, N° 8253, page III du supplément Athlétic, daté des vendredi 3 septembre 1992 et samedi 4 janvier 1992.